# Sparky csodazongorája
A Sparky csodazongorája (eredeti cím: Sparky's Magic Piano) 1987-ben megjelent amerikai rajzfilm.
Amerikában 1987. július 26-án, Magyarországon 1993 novemberében adták ki VHS-en.

## Szereplők
| Szereplő                      | Eredeti hang      | Magyar hang     |
| ----------------------------- | ----------------- | --------------- |
| Narrátor                      | William Schallert | Kristóf Tibor   |
| Sparky Wilson                 | Josh Rodine       | Gerő Gábor      |
| A varázslatos zongora         | Alan Livingston   | Imre István     |
| Mrs. Wilson, Sparky anyja     | Cloris Leachman   | Kiss Erika      |
| Mr. Henry Wilson, Sparky apja | Vincent Price     | Rosta Sándor    |
| Miss Sarah Pickett            | Coral Browne      | Czigány Judit   |
| Max                           | Tony Curtis       | Perlaki István  |
| Sam                           | Mel Blanc         | Várkonyi András |